# 缅因号潜艇
缅因号潜艇 (SSBN-741)，属于俄亥俄级核潜艇序列，也是美国海军中第四艘以缅因州之名命名的军舰。
1988年10月56日，位于康涅狄格州格罗顿的通用动力下属公司电船公司获得建造该潜艇的合同；1990年7月3日，建造方开始铺设龙骨。1994年7月16日，该潜艇下水；1995年6月23日，该潜艇被交付于美国海军；1995年7月29日，该潜艇正式服役。
缅因号潜艇的母港为华盛顿州的基察普海军基地。

## 大众文化中的缅因号潜艇
- 缅因号潜艇出现在了汤姆·克兰西的惊悚小说《恐惧的总和》中。
- 在1989年的科幻电影《深渊》中出现了舷号为SSBN-741的潜艇，在片中被称为蒙大拿号潜艇。